# 레너드 블룸필드
레너드 블룸필드(Leonard Bloomfield, 1887년 4월 1일 ~ 1949년 4월 18일)는 미국의 언어학자이다. 1930년대와 40년대 미국 구조주의 언어학의 발전을 이끌었다. 1933년에 출간된 그의 저서 《언어(Language)》는 교과서로 널리 읽혔으며 미국 구조주의 언어학의 정수를 담아내었다. 블룸필드는 인도유럽어족 역사언어학에 크게 기여하였고 오스트로네시아어족 및 알곤킨어파에 속한 언어들을 기술하였다.
블룸필드의 연구는 언어학의 과학적 기초를 강조하고, 특히 후기 연구에서 행동주의를 고수하였으며, 언어 자료 분석에 있어 형식적 절차를 강조하는 특징이 있었다. 1950년대 후반과 1960년대부터 노엄 촘스키의 생성문법 이론이 학계를 지배하게 되면서 블룸필드적 구조주의 언어학의 영향력은 점차 줄어들었다.

## 생애
블룸필드는 1887년 4월 1일 일리노이주 시카고의 유대인 부부인 시그문드 블룸필드, 캐롤라 부버 블룸필드의 아이로 태어났다. 그의 아버지는 1868년 어린아이일 때 미국으로 이주했고 그 뒤 가족의 성은 블루멘펠트(Blumenfeld)에서 블룸필드로 바뀌었다. 1896년에 블룸필드의 가족은 위스콘신주 엘크하트레이크로 이주했고 블룸필드는 그곳에서 초등학교를 다녔다. 하지만 중학교 교육을 위해 다시 시카고로 돌아왔다. 그의 삼촌 모리스 블룸필드는 존스 홉킨스 대학의 저명한 언어학자였고 그의 고모 파니 블룸필드 차이슬러는 유명한 피아니스트였다.
블룸필드는 1903년부터 1906년까지 하버드 대학교에서 공부하고 학사학위를 받았다. 그 뒤 위스콘신 대학교에서 대학원 과정을 시작해 독일어와 게르만어 문헌학 및 기타 인도유럽어에 관한 수업을 들었다. 블룸필드는 위스콘신 대학의 인도유럽어학자 에두아르트 프로코슈와 한 번 만남을 가진 뒤 언어학에 몸담기로 결심하게 되었다. 1908년에 블룸필드는 시카고 대학교 박사과정으로 진학하여 프랜시스 A. 우드와 칼 달링 벅 밑에서 독일어 및 인도유럽어 문헌학을 공부했다. 우드의 지도 아래 블룸필드는 게르만어파 역사언어학에 관한 박사학위논문을 쓰고 1909년에 졸업하였다. 그는 1913년부터 1914년까지 라이프치히 대학교와 괴팅겐 대학교에서 인도유럽어학을 선도하는 학자들인 아우구스트 레스키엔, 카를 브루크만 및 베다 산스크리트어 전문가 헤르만 올덴베르크 밑에서 학업을 이어 나갔다. 괴팅겐에서 블룸필드는 산스크리트어 전문가 야코프 바케르나겔 밑에서도 공부하였으며, 훗날 바케르나겔과 파니니의 엄격한 문법 분석에 기반한 산스크리트어 문법학 전통을 자신의 역사언어학·기술언어학 연구에 있어 주요한 영향으로 꼽았다. 유럽 유학은 그가 강사로 있던 일리노이 대학교에서 부교수로 승진하기 위해 필요한 사항이었다.

## 경력
블룸필드는 1909년부터 1910년까지 신시내티 대학교의 독일어 강사였고, 1910년부터 1913년까지 일리노이 대학교의 독일어 강사였고, 1913년부터 1921년까지 같은 대학의 독일어 및 비교문헌학 조교수였다. 1921년부터 1927년까지 오하이오 주립 대학교의 독일어 및 언어학 교수였고, 1927년부터 1940년까지 시카고 대학교의 게르만어 문헌학 교수, 1940년부터 1949년까지 예일 대학교의 언어학 스털링 교수였다. 1925년 여름에는 캐나다 광업부 산하의 캐나다 지질조사국에서 보조 민속학자 직책으로 평원 크리어에 대한 언어학 현장조사를 수행하였는데, 이는 당시 캐나다 지질조사국 산하 빅토리아 박물관의 인류학 부서장이었던 에드워드 사피어의 주선으로 이루어졌다.
블룸필드는 미국 언어학회의 창립 회원이었다. 1924년에 그는 조지 M. 볼링(오하이오 주립 대학교) 및 에드가 스터티번트(예일 대학교)와 함께 미국 언어학회 창립을 위한 위원회를 결성하고 창립 목적을 밝히는 글을 썼다. 그는 미국 언어학회의 학회지 〈언어(Language)〉 창간호에 머리기사를 투고했고, 1935년에는 회장직을 맡았다. 그는 1938년부터 1941년까지 미국 언어학회의 하계 언어학 학회에서 강의했다. 1938년부터 1940년까지의 하계 학회는 미시간주 앤아버에서 열렸고 1941년에는 노스캐롤라이나주 채플힐에서 열렸다.

## 인도유럽어학
블룸필드의 초창기 업적은 게르만어파 역사언어학 연구였다. 이는 그의 박사학위논문으로 시작해 인도유럽어 및 게르만어 음운론과 형태론에 관한 몇몇 논문으로 이어졌다. 그는 독일에서 박사후 과정을 이수함으로써 그때까지도 인도유럽어학을 지배하고 있던 젊은이 문법학파 전통에 관한 전문성을 키울 수 있었다. 블룸필드는 그의 학문적 생애 내내 (특히 초기에 더욱) 음운 변화의 규칙성이라는 젊은이 문법학파의 원칙을 역사언어학의 기본 개념으로서 강조하였다.
학위논문 이후 블룸필드가 인도유럽어학 분야에 남긴 것은 산스크리트어 경구개음에 관한 논문 하나와 파니니로 대표되는 산스크리트 문법학 전통에 관한 글 하나, 그 밖에는 서평 몇 편이 전부였다. 블룸필드가 집필한 두 권의 교과서 《언어학 개론(An introduction to language)》(1914)과 《언어》(1933)는 역사언어학과 비교언어학의 원리를 설명하기 위해 인도유럽어족에서 많은 예시를 가져온다. 그는 자신의 교과서에서 음운 변화의 규칙성이라는 젊은이 문법학파의 가설을 뒷받침하는 인도유럽어 예시들을 골라 나열하고, 성공적인 비교언어학 연구의 필수 단계를 다음과 같이 정리했다. (1) 철저하게 연구하고 분석할, 적절한 텍스트 형식의 자료. (2) 비교 재구의 적용. (3) 조어형(祖語形)의 재구. 나아가 그는 방언학 연구의 중요성을 강조하였고, 위신 등 사회언어학적 요소의 중요성과 의미론적 효과의 중요성을 지적했다. 블룸필드는 규칙적 언어 변화뿐만 아니라 차용과 유추에 따른 변화도 인정했다.
블룸필드의 인도유럽어학 연구는 크게 두 가지 함의를 가진다고 주장된 바 있다. “그는 인도유럽어학의 이론적 기반을 분명하게 명시하였고”, “일반언어학 내에서 인도유럽어학의 지위를 확립했다.”

### 산스크리트어학
1913년부터 1914년까지 독일에서 인도유럽어학의 선도적 학자들 밑에서 훈련받으면서 블룸필드는 산스크리트어 문법학 전통을 공부하게 되었다. 이는 기원전 4세기 또는 5세기 인도 서북부에 살았던 문법학자 파니니로부터 거슬러 내려온다. 파니니의 문법은 산스크리트어의 언어적 형식을 설명함에 있어 극단적으로 철저하고 명시적이며, 또 복잡한 문맥의존적 규칙에 기반한 생성적 구조를 갖췄다는 특징이 있다. 블룸필드는 이렇게 말했다. “파니니는 모든 굴절형, 합성어, 파생어의 구성을 제시하였으며 (악센트를 포함한) 소리의 변화와 의미를 정확하게 명시하였다.” 또 그는 알곤킨어학자 트루먼 마이컬슨에게 보내는 편지에 이렇게 적었다. “내가 따르는 모범은 파니니, 그리고 나의 스승 바젤의 바케르나겔 교수가 인도유럽어학에서 해낸 종류의 작업이다.”
파니니의 체계적 분석 방식은 다음 요소를 포함한다. (1) 문법 규칙 형성을 위한 요소, (2) 소리의 목록, (3) 하위 목록들로 정리되는 동사 어근의 목록, (4) 형태소 부류의 목록. 블룸필드의 교과서 《언어》는 ‘언어적 형식’, ‘독립형’ 따위의 기본적 개념을 다루는 방식에서 파니니의 영향을 드러낸다. 마찬가지로 블룸필드가 합성어를 기술하기 위해 사용한 용어인 ‘외심적’·‘내심적’이라는 용어도 파니니로부터 왔다. 그의 사후에 출판된 저서인 《동부 오지브와어》(1958)에서도 파니니에게서 빌려온 개념을 찾아볼 수 있는데, 특히 그가 영형태소 개념을 사용하는 방식이 그러하다. 블룸필드가 《동부 오지브와어》와 이후 《메노미니어》(1962)에서 품사 구분에 접근하는 방식 또한 파니니의 영향을 받았다.

## 오스트로네시아어학
일리노이 대학교에 재직하는 동안 블룸필드는 필리핀의 오스트로네시아어족 언어인 타갈로그어를 연구했다. 그는 1914년부터 1917년까지 일리노이 대학교에서 공학을 전공하는 학생이었던 알프레도 비올라 산티아고를 통해 현장조사를 진행하였다. 연구 결과는 《타갈로그어 텍스트 및 문법 분석》이라는 제목으로 출간되었는데, 여기에는 산티아고가 발화한 텍스트들과 폭넓은 문법 기술 및 텍스트에 등장한 모든 단어의 분석이 실려 있다. 블룸필드의 타갈로그어 연구는 현장조사 시작부터 출판까지 채 2년도 걸리지 않았다. 그의 타갈로그어 연구는 “모든 오스트로네시아어 연구 중 가장 뛰어나며 [...] 완전함, 정확함, 예시의 풍부함 면에서 그 결과로 나온 타갈로그어 기술을 뛰어넘는 것은 지금까지 하나도 없었다”는 평가를 받았다.
블룸필드가 다른 오스트로네시아어족 언어에 관해 출판한 글은 일로카노어의 통사론에 관한 글 한 편이 전부로, 일로카노어 모어 화자인 예일 대학교 학생과의 연구에 기반한 것이었다. 이 논문은 “7쪽도 안 되는 분량 안에 일로카노어의 분류적 통사론 전체를 설명한 역작”이라는 평가를 받았다.

## 알곤킨어학
블룸필드는 알곤킨어파 언어들에 대한 기술언어학 연구와 비교언어학 연구를 모두 수행했다. 그는 알곤킨어파에 속하는 폭스어, 크리어, 메노미니어, 오지브웨어에 관해 문법서, 어휘집, 텍스트 모음 등 수많은 연구 결과를 남겼다. 블룸필드는 자신의 기술언어학 연구로 모은 자료를 가지고 비교언어학 연구를 수행하여 알곤킨조어를 재구하였다. 이 작업은 알곤킨조어의 소리 체계를 재구한 초기 연구로 시작해 음운론적 분석을 가다듬고 알곤킨어 문법의 일반적 특징에 관한 역사적 사실들을 덧붙인 보강된 논문으로 이어졌다.
블룸필드는 크리어, 메노미니어, 오지브웨어를 현장 연구했고 기존에 출판된 폭스어 텍스트 모음을 분석했다. 1919년쯤에 시작된 알곤킨어파에 관한 그의 첫 연구는 윌리엄 존스와 트루먼 마이컬슨이 출판한 폭스어 텍스트 모음에 관한 것이었다. 이 텍스트들을 분석하면서 블룸필드는 문법에 관한 사항을 뽑아내 폭스어의 간략한 문법서를 썼다. 그가 추출한 자료를 바탕으로 만들어진 폭스어 어휘집이 그의 사후에 출판되었다.
블룸필드는 1920년과 1921년 여름에 메노미니어 현장 연구를 나갔다. 이후 1939년 9월에도 짧은 현장 연구를 수행했고 1930년대 후반에는 시카고의 메노미니어 화자들이 그를 방문하고 편지를 주고받았다. 모리스 스와데시가 1937년과 1938년에 수집한 자료(종종 블룸필드가 구체적으로 질문한 사항에 대한 답이었다)도 보탬이 되었다. 그의 메노미니어 관련 주요 저작으로는 텍스트 모음, 문법서와 어휘집 (모두 그의 사후에 출간됨), 그리고 메노미니어의 음운론적 교체에 관한, 이론적으로 중요한 의미를 갖는 논문 한 편 등이 있다.
블룸필드는 1925년에 서스캐처원주의 스위트 그래스 및 스타 블랭킷 원주민 보호구역에 거주하는 평원 크리어 화자들을 대상으로 현장 연구를 수행했다. 그 결과로 두 권 분량의 텍스트 모음과 그에 사후에 출간된 어휘집이 만들어졌다. 또 그는 잠시 매니토바주에서 습지 크리어 현장 조사도 진행했다. 블룸필드의 습지 크리어 연구는 음운 변화에는 예외가 없다는 가설의 예측 능력을 뒷받침하는 자료를 제공했다.
블룸필드는 윌리엄 존스가 수집한 텍스트와 19세기에 쓰인 문법서 및 사전을 공부하며 오지브웨어 연구를 시작했다. 1938년 미국 언어학회가 미시간 대학교에서 개최한 하계 언어학 학회 기간 동안 그는 오지브웨어의 오타와 방언 화자인 앤드루 메들러와 함께 현장 연구 방법을 강의했다. 앤드루 메들러는 미시간주 새기노에서 태어났지만 삶의 대부분을 온타리오주 월폴섬 원주민 보호구역에서 살아온 인물이었다. 문법 기술, 문장 및 텍스트 전사, 어휘집 등을 포함한 그의 연구 결과는 사후에 한 권의 책으로 묶여 출판되었다. 1941년에는 노스캐롤라이나 대학교에서 열린 하계 언어학 학회에서 오타와 방언 화자 앤젤린 윌리엄스와 함께 작업하여 역시 그의 사후에 출간된 텍스트 모음을 만들었다.

## 주요 저작
- Bloomfield, Leonard. 1909/1910. "A semasiological differentiation in Germanic secondary ablaut". Modern Philology 7:245–288; 345–382.
- Bloomfield, Leonard (1911). “The Indo-European Palatals in Sanskrit”. 《The American Journal of Philology》 32 (1): 36–57. doi:10.2307/288802. JSTOR 288802.
- Bloomfield, Leonard. 1914. Introduction to the Study of Language. New York: Henry Holt. Reprinted 1983, John Benjamins. Retrieved April 19, 2009. ISBN 90-272-1892-7.
- Bloomfield, Leonard (1914a). “Sentence and Word”. 《Transactions and Proceedings of the American Philological Association》 45: 65–75. doi:10.2307/282688. JSTOR 282688.
- Bloomfield, Leonard (1916). “Subject and Predicate”. 《Transactions and Proceedings of the American Philological Association》 47: 13–22. doi:10.2307/282823. JSTOR 282823.
- Bloomfield, Leonard. 1917. Tagalog texts with grammatical analysis. University of Illinois studies in language and literature, 3.2-4. Urbana, Illinois.
- Bloomfield, Leonard (1925). “Why a linguistic society?”. 《Language》 1: 1–5. JSTOR 409544.
- Bloomfield, Leonard (1925a). “On the sound-system of Central Algonquian”. 《Language》 1 (4): 130–156. doi:10.2307/409540. JSTOR 409540.
- Bloomfield, Leonard. 1925-1927. "Notes on the Fox language." International Journal of American Linguistics 3:219-232; 4: 181-219
- Bloomfield, Leonard (1926). “A set of postulates for the science of language” (PDF). 《Language》 2 (3): 153–164. doi:10.2307/408741. JSTOR 408741. (reprinted in: Martin Joos, ed., Readings in Linguistics I, Chicago and London: The University of Chicago Press 1957, 26-31).
- Bloomfield, Leonard (1927). “On Some Rules of Pāṇini”. 《Journal of the American Oriental Society》 47: 61–70. doi:10.2307/593241. JSTOR 593241.
- Bloomfield, Leonard (1927a). “Literate and illiterate speech”. 《American Speech》 2 (10): 432–441. doi:10.2307/451863. JSTOR 451863.
- Bloomfield, Leonard. 1928. Menomini texts. Publications of the American Ethnological Society 12. New York: G. E. Stechert, Agents. [reprinted 1974. New York: AMS Press] ISBN 0-404-58162-5
- Bloomfield, Leonard (1928a). “A note on sound change”. 《Language》 4 (2): 99–100. doi:10.2307/408791. JSTOR 408791.
- Bloomfield, Leondard. 1929. Review of Bruno Liebich, 1928, Konkordanz Pāṇini-Candra, Breslau: M. & H. Marcus. Language 5:267–276. Reprinted in Hockett, Charles. 1970, pp. 219–226.
- Bloomfield, Leonard. 1930. Sacred stories of the Sweet Grass Cree. National Museum of Canada Bulletin, 60 (Anthropological Series 11). Ottawa. [reprinted 1993, Saskatoon, SK: Fifth House]. ISBN 1-895618-27-4
- Bloomfield, Leonard. 1933. Language. New York: Henry Holt. ISBN 0-226-06067-5, ISBN 90-272-1892-7
- Bloomfield, Leonard. 1934. Plains Cree texts. American Ethnological Society Publications 16. New York. [reprinted 1974, New York: AMS Press]
- Bloomfield, Leonard. 1935. "Linguistic aspects of science". Philosophy of Science 2/4:499–517.
- Bloomfield, Leonard. 1939. "Menomini morphophonemics". Etudes phonologiques dédiées à la mémoire de M. le prince N.S. Trubetzkoy, 105–115. Travaux du Cercle Linguistique de Prague 8. Prague.
- Bloomfield, Leonard. 1939a. Linguistic aspects of science. Chicago: University of Chicago Press. ISBN 0-226-57579-9
- Bloomfield, Leonard (1942). “Outline of Ilocano syntax”. 《Language》 18 (3): 193–200. doi:10.2307/409552. JSTOR 409552.
- Bloomfield, Leonard. 1942a. Outline guide for the practical study of foreign languages. Baltimore: Linguistic Society of America.
- Bloomfield, Leonard. 1946. "Algonquian." Harry Hoijer et al., eds., Linguistic structures of native America, pp. 85–129. Viking Fund Publications in Anthropology 6. New York: Wenner-Gren Foundation.
- Bloomfield, Leonard. 1958. Eastern Ojibwa. Ed. Charles F. Hockett. Ann Arbor: University of Michigan Press.
- Bloomfield, Leonard. 1962. The Menomini language. Ed. Charles F. Hockett. New Haven: Yale University Press.
- Bloomfield, Leonard. 1975. Menomini lexicon. Ed. Charles F. Hockett. Milwaukee Public Museum Publications in Anthropology and History. Milwaukee: Milwaukee Public Museum.
- Bloomfield, Leonard. 1984. Cree-English lexicon. Ed. Charles F. Hockett. New Haven: Human Relations Area Files. ISBN 99954-923-9-3
- Bloomfield, Leonard. 1984b. Fox-English lexicon. Ed. Charles F. Hockett. New Haven: Human Relations Area Files. ISBN 99954-923-7-7

## 참고 문헌
- Anonymous (1925). “The call for the organization meeting”. 《Language》 1: 6–7. JSTOR 409545.
- Bloch, Bernard (1949). “Leonard Bloomfield”. 《Language》 25: 87–89. JSTOR 409937.
- Despres, Leon M. 1987. “My recollections of Leonard Bloomfield.” Robert A. Hall, Jr., ed., Leonard Bloomfield: Essays on his life and work, pp. 3–14. Philadelphia: John Benjamins. ISBN 90-272-4530-4
- Fought, John G. 1999a. Leonard Bloomfield: Biographical Sketches. Taylor & Francis.
- Fought, John G. 1999b. "Leonard Bloomfield's linguistic legacy: Later uses of some technical features". Historiographica linguistica 26/3: 313–332. [깨진 링크]
- Goddard, Ives. 1987. "Leonard Bloomfield's descriptive and comparative studies of Algonquian". Robert A. Hall, Jr., ed., Leonard Bloomfield: Essays on his life and work, pp. 179–217. Philadelphia: John Benjamins. ISBN 90-272-4530-4
- Hall, Robert A. Jr. 1987. Leonard Bloomfield: Essays on his life and work. Amsterdam: Benjamins. ISBN 90-272-4530-4
- Hall, Robert A. 1987. "Bloomfield and semantics". Robert A. Hall, Jr., ed., Leonard Bloomfield: Essays on his life and work, pp. 155–160. Philadelphia: John Benjamins. ISBN 90-272-4530-4
- Hall, Robert A. Jr. 1990. A life for language: A biographical memoir of Leonard Bloomfield. Philadelphia: John Benjamins. ISBN 1-55619-350-5
- Hockett, Charles F., ed., 1970. A Leonard Bloomfield Anthology. Bloomington: Indiana University Press. ISBN 0-226-06071-3
- Harris, Randy Allen. 1995. The Linguistics Wars. New York: Oxford University Press.
- Hockett, Charles F. 1987. “Letters from Bloomfield to Michelson and Sapir.” Robert A. Hall, Jr., ed., Leonard Bloomfield: Essays on his life and work, pp. 39–60. Philadelphia: John Benjamins. ISBN 90-272-4530-4
- Hockett, Charles F. 1999. "Leonard Bloomfield: After fifty years." Historiographica linguistica 26/3: 295-311. [깨진 링크]
- Hoenigswald, Henry M. 1987. “Bloomfield and historical linguistics.” Robert A. Hall, Jr., ed., Leonard Bloomfield: Essays on his life and work,  pp. 73–88. Philadelphia: John Benjamins. ISBN 90-272-4530-4
- Jones, William. 1907. "Fox texts". American Ethnological Society Publications 1. Leiden. [reprinted 1974, New York: AMS Press]
- Jones, William. 1911. "Algonquian (Fox)". [edited posthumously by Truman Michelson] Franz Boas, ed., Handbook of American Indian languages, Part I, pp. 735–873. Bureau of American Ethnology Bulletin 40. Washington: Smithsonian Institution.
- Jones, William. 1917. Ojibwa texts. Volume 1. Ed. Truman Michelson. Leiden: American Ethnological Society Publications 7.1 (Vol. 1).
- Jones, William. 1919. Ojibwa texts. Volume 2. Ed. Truman Michelson. New York: G. Stechert.
- Lehmann, Winfred P. 1987. "Bloomfield as an Indo-Europeanists". Robert A. Hall, Jr., ed., Leonard Bloomfield: Essays on his life and work, pp. 163–172. Philadelphia: John Benjamins. ISBN 90-272-4530-4
- Manaster Ramer, Alexis. 1992–1993. "Ever since Bloomfield". in: Proceedings of the international congress of linguists 15/1: 308–310. [깨진 링크]
- Michelson, Truman. 1921. "The Owl sacred pack of the Fox Indians". Bureau of American Ethnology Bulletin 72. Washington: Smithsonian Institution.
- Michelson, Truman. 1925. "Accompanying papers". Bureau of American Ethnology Annual Report 40: 21–658. Washington: Smithsonian Institution.
- Nichols, John D. and Leonard Bloomfield, eds. 1991. The dog's children. Anishinaabe texts told by Angeline Williams. Winnipeg: Publications of the Algonquian Text Society, University of Manitoba. ISBN 0-88755-148-3
- Robins, R. H.. "Leonard Bloomfield: The man and the man of science". Transactions of the Philological Society 86: 63–87.
- Rogers, David E. 1987. "The influence of Pāṇini on Leonard Bloomfield". Robert A. Hall, Jr., ed., Leonard Bloomfield: Essays on his life and work, pp. 89–138. Philadelphia: John Benjamins. ISBN 90-272-4530-4
- Sayers, Frances Clarke. 1987. "The small mythologies of Leonard Bloomfield". Robert A. Hall, Jr., ed., Leonard Bloomfield: Essays on his life and work, pp. 16–21. Philadelphia: John Benjamins. ISBN 90-272-4530-4
- Wolff, John U. 1987. "Bloomfield as an Austronesianist". Robert A. Hall, Jr., ed., Leonard Bloomfield: Essays on his life and work, pp. 173–178. Philadelphia: John Benjamins. ISBN 90-272-4530-4